# Tetramorium tenebrosum
Tetramorium tenebrosum är en myrart som beskrevs av Arnold 1926. Tetramorium tenebrosum ingår i släktet Tetramorium och familjen myror. Inga underarter finns listade i Catalogue of Life.